# Symmorphomyia katayamai
Symmorphomyia katayamai är en tvåvingeart som beskrevs av Louis-Paul Mesnil och Hiroshi Shima 1977. Symmorphomyia katayamai ingår i släktet Symmorphomyia och familjen parasitflugor. Inga underarter finns listade i Catalogue of Life.